# Roșiori (Bihor)
Roșiori (Hongaars: Biharfélegyháza) is een Roemeense gemeente in het district Bihor.
Roșiori telt 3145 inwoners. De gemeente is gelegen aan de Hongaarse grens en heeft een Hongaarse bevolking van bijna 60% (zie: Hongaarse minderheid in Roemenië.
Zowel na de Eerste- als na de Tweede Wereldoorlog werd de gemeente onderdeel van Roemenië ondanks protest van de bevolking.
De gemeente bestaat uit drie dorpen:
- Roșiori, 1500 inwoners (1297 Hongaren)
- Mihai Bravu, 1128 inwoners (26 Hongaren)
- Vaida 485 inwoners (469 Hongaren)

Mihai Bravu heet in het Hongaars Ujtelep wat zoiets betekent als nieuw dorp. Dit dorp werd in de gemeente otwikkeld door de Roemeense regering vanaf 1920 en bevolkt door Roemenen vanuit andere delen van dat land om de Hongaarse dominantie in de bevolking in de gemeente te verminderen. 
Het dorp is genoemd naar de Walachijsche vorst Michaël de Dappere (Roemeens: Mihai Viteazul).